# Bibbiano (Colle di Val d'Elsa)
Bibbiano (già San Niccolò a Bibbiano) è una frazione del comune italiano di Colle di Val d'Elsa, nella provincia di Siena, in Toscana.
Si trova dopo Borgatello, deviando sulla sinistra della strada che conduce a San Gimignano.

## Storia
Trae origine da un castello esistente già prima del 1000, infatti si hanno le prime notizie storiche dal 994. Del castello non vi è ora più traccia e sembrerebbe essere stato distrutto nel corso della Guerra di Casaglia del 1199.
Il castello fungeva probabilmente da punto di riferimento delle campagne circostanti, su cui vantavano diritti sia il vescovo di Volterra sia altri enti ecclesiastici i cui terreni sono stati oggetto di numerose compravendite e permute. Nel XII secolo Bibbiano, in seguito ad una concessione di Federico I, entra a far parte del patrimonio dei conti Guidi. Successivamente, tra la fine del XII e l'inizio del XIII secolo, Bibbiano fa parte del comune di Colle.

## Monumenti e luoghi d'interesse
A Bibbiano si trova la chiesa di San Niccolò, che ha inizialmente ospitato la reliquia del Sacro Chiodo della crocifissione, oggi conservato nel duomo di Colle di Val d'Elsa. Infatti l'arciprete che ebbe in consegna la sacra reliquia era originario di Bibbiano.

## Galleria d'immagini

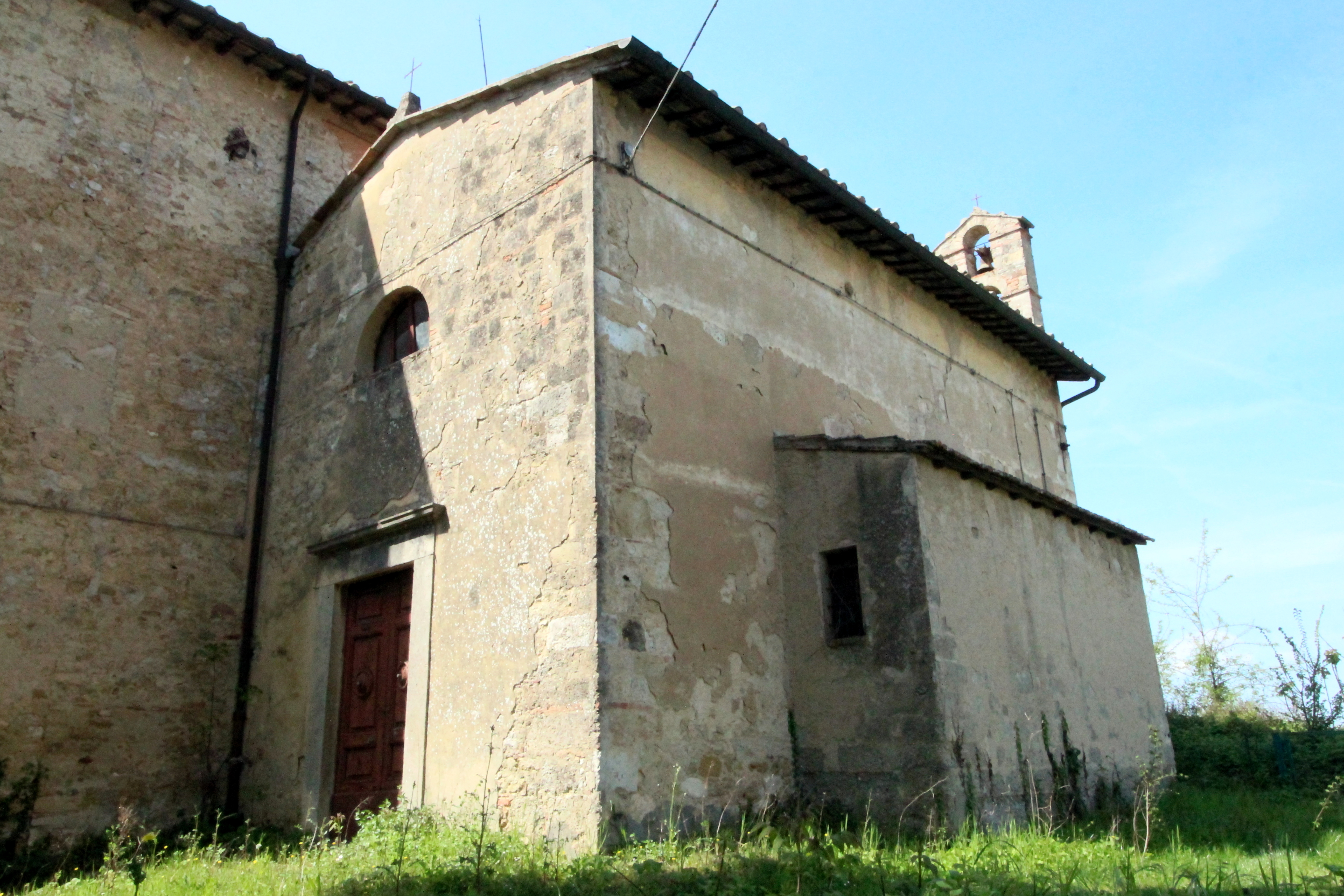
La chiesa di San Niccolò (e Caterina)
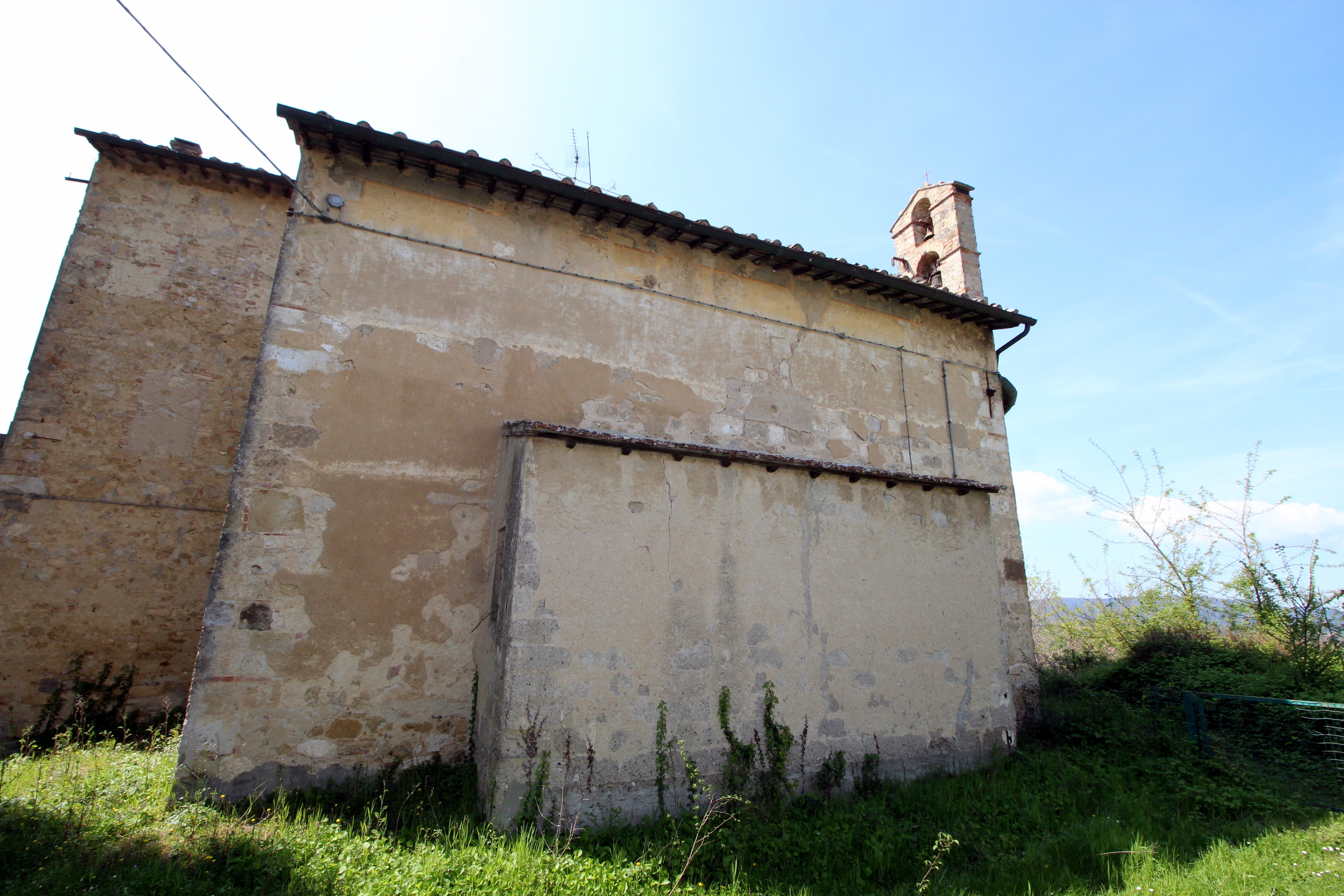
La chiesa di San Niccolò (e Caterina)